# لييج-باستون-لييج للسيدات 2024
لييج-باستون-لييج للسيدات 2024 (بالفرنسية: Liège-Bastogne-Liège féminin 2024) هو سباق دراجات هوائية، وهو الموسم الثامن من لييج-باستون-لييج للسيدات، وأقيم في 21 أبريل 2024 ضمن سباقات طواف العالم للدراجات للسيدات 2024، وشارك فيه  140 متسابقاً ووصل إلى نهايته  102 متسابقاً.
فاز بالمركز الأول غريس براون، وفاز بالمركز الثاني إليسا ونغو بورغيني، وفاز بالمركز الثالث ديمي فوليرينغ، وتصدر تصنيف طواف العالم لوت كوبيكي.

## الفرق
| فرق سيدات عالمية (15)- إن إكس تي جي ريسينغ ‏ - كانيون–إس آر إيه إم ريسينغ 2024 ‏ - Ceratizit Pro Cycling ‏ - FDJ–Suez ‏ - بلانتور بورا سيلينج تيم ‏ - رالي سايكلنج 2024 ‏ - Lidl–Trek (women's team) ‏ - Liv AlUla Jayco ‏ - موفيستار للسيدات ‏ - فريق كوجياس ميتلر لوك برو للدراجات ‏ - فريق سنويب للسيدات ‏ - إس دي وركس ‏ - جامبو فيسما للسيدات ‏ - يو أي أيه تيم 2024 ‏ - فريق أونو إكس برو للدراجات للسيدات ‏ فرق دراجات قارية سيدات (9)- اركيا للسيدات ‏ - Cofidis Women Team ‏ - EF Education–Oatly ‏ - لابورال كوتكسا فونداسيون يوسكادي ‏ - دروبز ‏ - لوتو بيليسول للسيدات ‏ - St. Michel–Preference Home–Auber93 (women's team) ‏ - تيم كوب هايتك بوردكتس ‏ - باركهوتل فالكنبورغ ‏ |  |
| |  |

## المشاركون
| إس دي وركس ‏ SDW | إس دي وركس ‏ SDW          | إس دي وركس ‏ SDW |
| --------------- | ------------------------ | --------------- |
| م               | عداء                     | مرتبة           |
| 1               | ديمي فوليرينغ (طريق)     | 3               |
| 2               | Mischa Bredewold ‏ (طريق) | 67              |
| 3               | Niamh Fisher-Black ‏      | 10              |
| 4               | Femke Gerritse ‏          | 76              |
| 5               | لوت كوبيكي (طريق)        | 38              |
| 6               | Blanka Vas ‏ (طريق)       | 80              |

| Lidl–Trek (women's team) ‏ LTK | Lidl–Trek (women's team) ‏ LTK | Lidl–Trek (women's team) ‏ LTK |
| ----------------------------- | ----------------------------- | ----------------------------- |
| م                             | عداء                          | مرتبة                         |
| 11                            | إليسا ونغو بورغيني (طريق)     | 2                             |
| 12                            | لوسيندا براند                 | 72                            |
| 13                            | Gaia Realini ‏                 | 40                            |
| 14                            | أماندا سبرات                  | 57                            |
| 15                            | شيرين فان أنروي               | 18                            |
| 16                            | Ellen van Dijk                | 69                            |

| جامبو فيسما للسيدات ‏ TVL | جامبو فيسما للسيدات ‏ TVL | جامبو فيسما للسيدات ‏ TVL |
| ------------------------ | ------------------------ | ------------------------ |
| م                        | عداء                     | مرتبة                    |
| 21                       | ماريان فوس               | 7                        |
| 22                       | NED                      | 88                       |
| 23                       | آنا هندرسون              | 14                       |
| 24                       | ريجان ماركوس             | 12                       |
| 25                       | Rosita Reijnhout ‏        | 74                       |
| 26                       | NED                      | 73                       |

| كانيون–إس آر إيه إم ‏ CSR | كانيون–إس آر إيه إم ‏ CSR | كانيون–إس آر إيه إم ‏ CSR |
| ------------------------ | ------------------------ | ------------------------ |
| م                        | عداء                     | مرتبة                    |
| 31                       | كاتارزينا نيفيادوما      | 5                        |
| 32                       | Ricarda Bauernfeind ‏     | 9                        |
| 33                       | Neve Bradbury ‏           | 11                       |
| 34                       | Elise Chabbey ‏           | 4                        |
| 35                       | ثريا بالادين             | 56                       |

| موفيستار للسيدات ‏ MOV | موفيستار للسيدات ‏ MOV         | موفيستار للسيدات ‏ MOV |
| --------------------- | ----------------------------- | --------------------- |
| م                     | عداء                          | مرتبة                 |
| 41                    | Olivia Baril ‏                 | 96                    |
| 42                    | Jelena Erić (cyclist) ‏ (طريق) | لم يكمل السباق        |
| 43                    | سارا مارتين                   | 100                   |
| 44                    | Mareille Meijering ‏           | 27                    |
| 45                    | Paula Patiño ‏ (طريق)          | لم يكمل السباق        |
| 46                    | Claire Steels ‏                | 81                    |

| لابورال كوتكسا فونداسيون يوسكادي ‏ LKF | لابورال كوتكسا فونداسيون يوسكادي ‏ LKF | لابورال كوتكسا فونداسيون يوسكادي ‏ LKF |
| ------------------------------------- | ------------------------------------- | ------------------------------------- |
| م                                     | عداء                                  | مرتبة                                 |
| 51                                    | أني سانستيبان                         | 36                                    |
| 52                                    | ESP                                   | لم يكمل السباق                        |
| 53                                    | Usoa Ostolaza ‏                        | 60                                    |
| 54                                    | Nadia Quagliotto ‏                     | لم يكمل السباق                        |
| 55                                    | Debora Silvestri ‏                     | 30                                    |
| 56                                    | Laura Tomasi ‏                         | لم يكمل السباق                        |

| فريق سنويب للسيدات ‏ DFP | فريق سنويب للسيدات ‏ DFP | فريق سنويب للسيدات ‏ DFP |
| ----------------------- | ----------------------- | ----------------------- |
| م                       | عداء                    | مرتبة                   |
| 61                      | جولييت لابوس            | 8                       |
| 62                      | Francesca Barale ‏       | 97                      |
| 63                      | Josie Nelson ‏           | لم يكمل السباق          |
| 64                      | Églantine Rayer ‏        | 90                      |
| 65                      | NED                     | لم يكمل السباق          |
| 66                      | Nienke Vinke ‏           | 20                      |

| يو أي أيه تيم ‏ UAD | يو أي أيه تيم ‏ UAD          | يو أي أيه تيم ‏ UAD |
| ------------------ | --------------------------- | ------------------ |
| م                  | عداء                        | مرتبة              |
| 71                 | Silvia Persico ‏             | 13                 |
| 72                 | ألينا أمياليوسيك            | 22                 |
| 73                 | Anastasia Carbonari ‏ (طريق) | لم يكمل السباق     |
| 74                 | Mikayla Harvey ‏             | 79                 |
| 75                 | إيريكا ماجندي               | 31                 |
| 76                 | Tereza Neumanová ‏           | لم يكمل السباق     |

| Ceratizit Pro Cycling ‏ WNT | Ceratizit Pro Cycling ‏ WNT | Ceratizit Pro Cycling ‏ WNT |
| -------------------------- | -------------------------- | -------------------------- |
| م                          | عداء                       | مرتبة                      |
| 81                         | Cédrine Kerbaol ‏           | 16                         |
| 82                         | Alice Maria Arzuffi ‏       | 53                         |
| 83                         | Laura Asencio ‏             | 78                         |
| 84                         | Nina Berton ‏               | 62                         |
| 85                         | Marta Jaskulska ‏           | 45                         |
| 86                         | Marta Lach ‏                | 44                         |

| FDJ–Suez ‏ FST | FDJ–Suez ‏ FST  | FDJ–Suez ‏ FST  |
| ------------- | -------------- | -------------- |
| م             | عداء           | مرتبة          |
| 91            | مارتا كافالي   | 71             |
| 92            | Loes Adegeest ‏ | لم يكمل السباق |
| 93            | غريس براون     | 1              |
| 94            | Léa Curinier ‏  | 68             |
| 95            | Amber Kraak ‏   | 49             |
| 96            | Évita Muzic ‏   | 15             |

| بلانتور بورا سيلينج تيم ‏ FED | بلانتور بورا سيلينج تيم ‏ FED | بلانتور بورا سيلينج تيم ‏ FED |
| ---------------------------- | ---------------------------- | ---------------------------- |
| م                            | عداء                         | مرتبة                        |
| 101                          | Yara Kastelijn ‏              | 19                           |
| 102                          | Millie Couzens ‏              | 75                           |
| 103                          | Greta Marturano ‏             | 29                           |
| 104                          | Flora Perkins ‏               | 54                           |
| 105                          | Pauliena Rooijakkers ‏        | 35                           |
| 106                          | Carina Schrempf ‏ (طريق)      | 55                           |

| إن إكس تي جي ريسينغ ‏ AGS | إن إكس تي جي ريسينغ ‏ AGS | إن إكس تي جي ريسينغ ‏ AGS |
| ------------------------ | ------------------------ | ------------------------ |
| م                        | عداء                     | مرتبة                    |
| 111                      | آشلي مولمان              | 41                       |
| 112                      | Maaike Boogaard ‏         | لم يكمل السباق           |
| 113                      | Justine Ghekiere ‏        | 28                       |
| 114                      | Sarah Gigante ‏           | 42                       |
| 115                      | Gaia Masetti ‏            | لم يكمل السباق           |
| 116                      | Julie Van de Velde ‏      | 58                       |

| Liv AlUla Jayco ‏ LAJ | Liv AlUla Jayco ‏ LAJ            | Liv AlUla Jayco ‏ LAJ |
| -------------------- | ------------------------------- | -------------------- |
| م                    | عداء                            | مرتبة                |
| 121                  | مارغريتا فيكتوريا غارسيا (طريق) | 24                   |
| 122                  | Caroline Andersson ‏             | 25                   |
| 123                  | Ingvild Gåskjenn ‏               | 21                   |
| 124                  | Jeanne Korevaar ‏                | لم يكمل السباق       |
| 125                  | Alexandra Manly ‏                | 65                   |
| 126                  | Urška Žigart ‏                   | 32                   |

| EF Education–Oatly ‏ EFC | EF Education–Oatly ‏ EFC | EF Education–Oatly ‏ EFC |
| ----------------------- | ----------------------- | ----------------------- |
| م                       | عداء                    | مرتبة                   |
| 131                     | Kim Cadzow ‏             | 6                       |
| 132                     | Clara Emond ‏            | 37                      |
| 133                     | Veronica Ewers ‏         | لم يكمل السباق          |
| 134                     | كلارا كوبينبرج          | 95                      |
| 135                     | Elizabeth Stannard ‏     | 91                      |
| 136                     | Magdeleine Vallieres ‏   | 34                      |

| Cofidis Women Team ‏ COF | Cofidis Women Team ‏ COF | Cofidis Women Team ‏ COF |
| ----------------------- | ----------------------- | ----------------------- |
| م                       | عداء                    | مرتبة                   |
| 141                     | Julie Bego ‏             | 47                      |
| 142                     | FRA                     | لم يكمل السباق          |
| 143                     | Morgane Coston ‏         | 93                      |
| 144                     | Špela Kern ‏             | لم يكمل السباق          |
| 145                     | هانا لودفيغ             | لم يكمل السباق          |
| 146                     | Nikola Nosková ‏         | لم يكمل السباق          |

| اركيا للسيدات ‏ ARK | اركيا للسيدات ‏ ARK  | اركيا للسيدات ‏ ARK |
| ------------------ | ------------------- | ------------------ |
| م                  | عداء                | مرتبة              |
| 151                | Lotte Claes ‏        | 50                 |
| 152                | Valentina Cavallar ‏ | 82                 |
| 153                | Maaike Coljé ‏       | لم يكمل السباق     |
| 154                | Océane Mahé ‏        | 66                 |
| 155                | Anaïs Morichon ‏     | لم يكمل السباق     |
| 156                | Titia Ryo ‏          | 101                |

| فريق أونو إكس برو للدراجات للسيدات ‏ UXM | فريق أونو إكس برو للدراجات للسيدات ‏ UXM | فريق أونو إكس برو للدراجات للسيدات ‏ UXM |
| --------------------------------------- | --------------------------------------- | --------------------------------------- |
| م                                       | عداء                                    | مرتبة                                   |
| 161                                     | Katrine Aalerud ‏                        | 33                                      |
| 162                                     | DEN                                     | 17                                      |
| 163                                     | Simone Boilard ‏                         | 26                                      |
| 164                                     | Marte Berg Edseth ‏                      | 63                                      |
| 165                                     | أنوسكا كوستر                            | 64                                      |
| 166                                     | Mie Bjørndal Ottestad ‏                  | 61                                      |

| دروبز ‏ LPW | دروبز ‏ LPW             | دروبز ‏ LPW     |
| ---------- | ---------------------- | -------------- |
| م          | عداء                   | مرتبة          |
| 171        | NED                    | لم يكمل السباق |
| 172        | هايدي فرانز            | لم يكمل السباق |
| 173        | أليسيا غونزاليس بلانكو | لم يكمل السباق |
| 174        | Ella Jamieson‏          | لم يكمل السباق |
| 175        | SWE                    | 51             |

| باركهوتل فالكنبورغ ‏ VWT | باركهوتل فالكنبورغ ‏ VWT | باركهوتل فالكنبورغ ‏ VWT |
| ----------------------- | ----------------------- | ----------------------- |
| م                       | عداء                    | مرتبة                   |
| 181                     | Margot Vanpachtenbeke ‏  | 59                      |
| 182                     | Valerie Demey ‏          | 99                      |
| 183                     | Eline Jansen (cyclist) ‏ | 46                      |
| 184                     | NED                     | 85                      |
| 185                     | Quinty Schoens ‏         | 77                      |
| 186                     | Sabrina Stultiens ‏      | 70                      |

| فريق كوجياس ميتلر لوك برو للدراجات ‏ CGS | فريق كوجياس ميتلر لوك برو للدراجات ‏ CGS | فريق كوجياس ميتلر لوك برو للدراجات ‏ CGS |
| --------------------------------------- | --------------------------------------- | --------------------------------------- |
| م                                       | عداء                                    | مرتبة                                   |
| 191                                     | إيلينا بيروني                           | لم يكمل السباق                          |
| 192                                     | Antri Christoforou ‏ (طريق)              | لم يكمل السباق                          |
| 193                                     | Natalie Grinczer ‏                       | 52                                      |
| 194                                     | Elena Hartmann ‏                         | 84                                      |
| 195                                     | آنا كيزنهوفر                            | لم يكمل السباق                          |

| لوتو بيليسول للسيدات ‏ LDL | لوتو بيليسول للسيدات ‏ LDL | لوتو بيليسول للسيدات ‏ LDL |
| ------------------------- | ------------------------- | ------------------------- |
| م                         | عداء                      | مرتبة                     |
| 201                       | Audrey De Keersmaeker ‏    | 83                        |
| 202                       | Fauve Bastiaenssen ‏       | 102                       |
| 203                       | Dina Boels ‏               | لم يكمل السباق            |
| 204                       | BEL                       | 92                        |
| 205                       | Quinty van de Guchte ‏     | 87                        |
| 206                       | Anna van Wersch ‏          | لم يكمل السباق            |

| رالي سايكلنج ‏ HPH | رالي سايكلنج ‏ HPH   | رالي سايكلنج ‏ HPH |
| ----------------- | ------------------- | ----------------- |
| م                 | عداء                | مرتبة             |
| 211               | Yuliia Biriukova ‏   | 98                |
| 212               | Henrietta Christie ‏ | 23                |
| 213               | روث ويندر           | لم يكمل السباق    |
| 214               | Barbara Malcotti ‏   | لم يبدأ           |
| 215               | Marit Raaijmakers ‏  | لم يكمل السباق    |
| 216               | Silvia Zanardi ‏     | لم يكمل السباق    |

| تيم كوب هايتك بوردكتس ‏ HPU | تيم كوب هايتك بوردكتس ‏ HPU | تيم كوب هايتك بوردكتس ‏ HPU |
| -------------------------- | -------------------------- | -------------------------- |
| م                          | عداء                       | مرتبة                      |
| 221                        | Stine Dale ‏                | 89                         |
| 222                        | NOR                        | 43                         |
| 223                        | NOR                        | 86                         |
| 224                        | Stina Kagevi ‏              | لم يكمل السباق             |
| 225                        | NOR                        | لم يكمل السباق             |
| 226                        | NOR                        | لم يكمل السباق             |

| St. Michel–Preference Home–Auber93 (women's team) ‏ AUB | St. Michel–Preference Home–Auber93 (women's team) ‏ AUB | St. Michel–Preference Home–Auber93 (women's team) ‏ AUB |
| ------------------------------------------------------ | ------------------------------------------------------ | ------------------------------------------------------ |
| م                                                      | عداء                                                   | مرتبة                                                  |
| 231                                                    | Marion Bunel ‏                                          | 39                                                     |
| 232                                                    | FRA                                                    | 94                                                     |
| 233                                                    | Victorie Guilman ‏                                      | لم يكمل السباق                                         |
| 234                                                    | Célia Le Mouel ‏                                        | لم يكمل السباق                                         |
| 235                                                    | Dilyxine Miermont ‏                                     | 48                                                     |
| 236                                                    | Elyne Roussel ‏                                         | لم يكمل السباق                                         |

| إس دي وركس ‏ SDW | إس دي وركس ‏ SDW          | إس دي وركس ‏ SDW |
| --------------- | ------------------------ | --------------- |
| م               | عداء                     | مرتبة           |
| 1               | ديمي فوليرينغ (طريق)     | 3               |
| 2               | Mischa Bredewold ‏ (طريق) | 67              |
| 3               | Niamh Fisher-Black ‏      | 10              |
| 4               | Femke Gerritse ‏          | 76              |
| 5               | لوت كوبيكي (طريق)        | 38              |
| 6               | Blanka Vas ‏ (طريق)       | 80              |

| Lidl–Trek (women's team) ‏ LTK | Lidl–Trek (women's team) ‏ LTK | Lidl–Trek (women's team) ‏ LTK |
| ----------------------------- | ----------------------------- | ----------------------------- |
| م                             | عداء                          | مرتبة                         |
| 11                            | إليسا ونغو بورغيني (طريق)     | 2                             |
| 12                            | لوسيندا براند                 | 72                            |
| 13                            | Gaia Realini ‏                 | 40                            |
| 14                            | أماندا سبرات                  | 57                            |
| 15                            | شيرين فان أنروي               | 18                            |
| 16                            | Ellen van Dijk                | 69                            |

| جامبو فيسما للسيدات ‏ TVL | جامبو فيسما للسيدات ‏ TVL | جامبو فيسما للسيدات ‏ TVL |
| ------------------------ | ------------------------ | ------------------------ |
| م                        | عداء                     | مرتبة                    |
| 21                       | ماريان فوس               | 7                        |
| 22                       | NED                      | 88                       |
| 23                       | آنا هندرسون              | 14                       |
| 24                       | ريجان ماركوس             | 12                       |
| 25                       | Rosita Reijnhout ‏        | 74                       |
| 26                       | NED                      | 73                       |

| كانيون–إس آر إيه إم ‏ CSR | كانيون–إس آر إيه إم ‏ CSR | كانيون–إس آر إيه إم ‏ CSR |
| ------------------------ | ------------------------ | ------------------------ |
| م                        | عداء                     | مرتبة                    |
| 31                       | كاتارزينا نيفيادوما      | 5                        |
| 32                       | Ricarda Bauernfeind ‏     | 9                        |
| 33                       | Neve Bradbury ‏           | 11                       |
| 34                       | Elise Chabbey ‏           | 4                        |
| 35                       | ثريا بالادين             | 56                       |

| موفيستار للسيدات ‏ MOV | موفيستار للسيدات ‏ MOV         | موفيستار للسيدات ‏ MOV |
| --------------------- | ----------------------------- | --------------------- |
| م                     | عداء                          | مرتبة                 |
| 41                    | Olivia Baril ‏                 | 96                    |
| 42                    | Jelena Erić (cyclist) ‏ (طريق) | لم يكمل السباق        |
| 43                    | سارا مارتين                   | 100                   |
| 44                    | Mareille Meijering ‏           | 27                    |
| 45                    | Paula Patiño ‏ (طريق)          | لم يكمل السباق        |
| 46                    | Claire Steels ‏                | 81                    |

| لابورال كوتكسا فونداسيون يوسكادي ‏ LKF | لابورال كوتكسا فونداسيون يوسكادي ‏ LKF | لابورال كوتكسا فونداسيون يوسكادي ‏ LKF |
| ------------------------------------- | ------------------------------------- | ------------------------------------- |
| م                                     | عداء                                  | مرتبة                                 |
| 51                                    | أني سانستيبان                         | 36                                    |
| 52                                    | ESP                                   | لم يكمل السباق                        |
| 53                                    | Usoa Ostolaza ‏                        | 60                                    |
| 54                                    | Nadia Quagliotto ‏                     | لم يكمل السباق                        |
| 55                                    | Debora Silvestri ‏                     | 30                                    |
| 56                                    | Laura Tomasi ‏                         | لم يكمل السباق                        |

| فريق سنويب للسيدات ‏ DFP | فريق سنويب للسيدات ‏ DFP | فريق سنويب للسيدات ‏ DFP |
| ----------------------- | ----------------------- | ----------------------- |
| م                       | عداء                    | مرتبة                   |
| 61                      | جولييت لابوس            | 8                       |
| 62                      | Francesca Barale ‏       | 97                      |
| 63                      | Josie Nelson ‏           | لم يكمل السباق          |
| 64                      | Églantine Rayer ‏        | 90                      |
| 65                      | NED                     | لم يكمل السباق          |
| 66                      | Nienke Vinke ‏           | 20                      |

| يو أي أيه تيم ‏ UAD | يو أي أيه تيم ‏ UAD          | يو أي أيه تيم ‏ UAD |
| ------------------ | --------------------------- | ------------------ |
| م                  | عداء                        | مرتبة              |
| 71                 | Silvia Persico ‏             | 13                 |
| 72                 | ألينا أمياليوسيك            | 22                 |
| 73                 | Anastasia Carbonari ‏ (طريق) | لم يكمل السباق     |
| 74                 | Mikayla Harvey ‏             | 79                 |
| 75                 | إيريكا ماجندي               | 31                 |
| 76                 | Tereza Neumanová ‏           | لم يكمل السباق     |

| Ceratizit Pro Cycling ‏ WNT | Ceratizit Pro Cycling ‏ WNT | Ceratizit Pro Cycling ‏ WNT |
| -------------------------- | -------------------------- | -------------------------- |
| م                          | عداء                       | مرتبة                      |
| 81                         | Cédrine Kerbaol ‏           | 16                         |
| 82                         | Alice Maria Arzuffi ‏       | 53                         |
| 83                         | Laura Asencio ‏             | 78                         |
| 84                         | Nina Berton ‏               | 62                         |
| 85                         | Marta Jaskulska ‏           | 45                         |
| 86                         | Marta Lach ‏                | 44                         |

| FDJ–Suez ‏ FST | FDJ–Suez ‏ FST  | FDJ–Suez ‏ FST  |
| ------------- | -------------- | -------------- |
| م             | عداء           | مرتبة          |
| 91            | مارتا كافالي   | 71             |
| 92            | Loes Adegeest ‏ | لم يكمل السباق |
| 93            | غريس براون     | 1              |
| 94            | Léa Curinier ‏  | 68             |
| 95            | Amber Kraak ‏   | 49             |
| 96            | Évita Muzic ‏   | 15             |

| بلانتور بورا سيلينج تيم ‏ FED | بلانتور بورا سيلينج تيم ‏ FED | بلانتور بورا سيلينج تيم ‏ FED |
| ---------------------------- | ---------------------------- | ---------------------------- |
| م                            | عداء                         | مرتبة                        |
| 101                          | Yara Kastelijn ‏              | 19                           |
| 102                          | Millie Couzens ‏              | 75                           |
| 103                          | Greta Marturano ‏             | 29                           |
| 104                          | Flora Perkins ‏               | 54                           |
| 105                          | Pauliena Rooijakkers ‏        | 35                           |
| 106                          | Carina Schrempf ‏ (طريق)      | 55                           |

| إن إكس تي جي ريسينغ ‏ AGS | إن إكس تي جي ريسينغ ‏ AGS | إن إكس تي جي ريسينغ ‏ AGS |
| ------------------------ | ------------------------ | ------------------------ |
| م                        | عداء                     | مرتبة                    |
| 111                      | آشلي مولمان              | 41                       |
| 112                      | Maaike Boogaard ‏         | لم يكمل السباق           |
| 113                      | Justine Ghekiere ‏        | 28                       |
| 114                      | Sarah Gigante ‏           | 42                       |
| 115                      | Gaia Masetti ‏            | لم يكمل السباق           |
| 116                      | Julie Van de Velde ‏      | 58                       |

| Liv AlUla Jayco ‏ LAJ | Liv AlUla Jayco ‏ LAJ            | Liv AlUla Jayco ‏ LAJ |
| -------------------- | ------------------------------- | -------------------- |
| م                    | عداء                            | مرتبة                |
| 121                  | مارغريتا فيكتوريا غارسيا (طريق) | 24                   |
| 122                  | Caroline Andersson ‏             | 25                   |
| 123                  | Ingvild Gåskjenn ‏               | 21                   |
| 124                  | Jeanne Korevaar ‏                | لم يكمل السباق       |
| 125                  | Alexandra Manly ‏                | 65                   |
| 126                  | Urška Žigart ‏                   | 32                   |

| EF Education–Oatly ‏ EFC | EF Education–Oatly ‏ EFC | EF Education–Oatly ‏ EFC |
| ----------------------- | ----------------------- | ----------------------- |
| م                       | عداء                    | مرتبة                   |
| 131                     | Kim Cadzow ‏             | 6                       |
| 132                     | Clara Emond ‏            | 37                      |
| 133                     | Veronica Ewers ‏         | لم يكمل السباق          |
| 134                     | كلارا كوبينبرج          | 95                      |
| 135                     | Elizabeth Stannard ‏     | 91                      |
| 136                     | Magdeleine Vallieres ‏   | 34                      |

| Cofidis Women Team ‏ COF | Cofidis Women Team ‏ COF | Cofidis Women Team ‏ COF |
| ----------------------- | ----------------------- | ----------------------- |
| م                       | عداء                    | مرتبة                   |
| 141                     | Julie Bego ‏             | 47                      |
| 142                     | FRA                     | لم يكمل السباق          |
| 143                     | Morgane Coston ‏         | 93                      |
| 144                     | Špela Kern ‏             | لم يكمل السباق          |
| 145                     | هانا لودفيغ             | لم يكمل السباق          |
| 146                     | Nikola Nosková ‏         | لم يكمل السباق          |

| اركيا للسيدات ‏ ARK | اركيا للسيدات ‏ ARK  | اركيا للسيدات ‏ ARK |
| ------------------ | ------------------- | ------------------ |
| م                  | عداء                | مرتبة              |
| 151                | Lotte Claes ‏        | 50                 |
| 152                | Valentina Cavallar ‏ | 82                 |
| 153                | Maaike Coljé ‏       | لم يكمل السباق     |
| 154                | Océane Mahé ‏        | 66                 |
| 155                | Anaïs Morichon ‏     | لم يكمل السباق     |
| 156                | Titia Ryo ‏          | 101                |

| فريق أونو إكس برو للدراجات للسيدات ‏ UXM | فريق أونو إكس برو للدراجات للسيدات ‏ UXM | فريق أونو إكس برو للدراجات للسيدات ‏ UXM |
| --------------------------------------- | --------------------------------------- | --------------------------------------- |
| م                                       | عداء                                    | مرتبة                                   |
| 161                                     | Katrine Aalerud ‏                        | 33                                      |
| 162                                     | DEN                                     | 17                                      |
| 163                                     | Simone Boilard ‏                         | 26                                      |
| 164                                     | Marte Berg Edseth ‏                      | 63                                      |
| 165                                     | أنوسكا كوستر                            | 64                                      |
| 166                                     | Mie Bjørndal Ottestad ‏                  | 61                                      |

| دروبز ‏ LPW | دروبز ‏ LPW             | دروبز ‏ LPW     |
| ---------- | ---------------------- | -------------- |
| م          | عداء                   | مرتبة          |
| 171        | NED                    | لم يكمل السباق |
| 172        | هايدي فرانز            | لم يكمل السباق |
| 173        | أليسيا غونزاليس بلانكو | لم يكمل السباق |
| 174        | Ella Jamieson‏          | لم يكمل السباق |
| 175        | SWE                    | 51             |

| باركهوتل فالكنبورغ ‏ VWT | باركهوتل فالكنبورغ ‏ VWT | باركهوتل فالكنبورغ ‏ VWT |
| ----------------------- | ----------------------- | ----------------------- |
| م                       | عداء                    | مرتبة                   |
| 181                     | Margot Vanpachtenbeke ‏  | 59                      |
| 182                     | Valerie Demey ‏          | 99                      |
| 183                     | Eline Jansen (cyclist) ‏ | 46                      |
| 184                     | NED                     | 85                      |
| 185                     | Quinty Schoens ‏         | 77                      |
| 186                     | Sabrina Stultiens ‏      | 70                      |

| فريق كوجياس ميتلر لوك برو للدراجات ‏ CGS | فريق كوجياس ميتلر لوك برو للدراجات ‏ CGS | فريق كوجياس ميتلر لوك برو للدراجات ‏ CGS |
| --------------------------------------- | --------------------------------------- | --------------------------------------- |
| م                                       | عداء                                    | مرتبة                                   |
| 191                                     | إيلينا بيروني                           | لم يكمل السباق                          |
| 192                                     | Antri Christoforou ‏ (طريق)              | لم يكمل السباق                          |
| 193                                     | Natalie Grinczer ‏                       | 52                                      |
| 194                                     | Elena Hartmann ‏                         | 84                                      |
| 195                                     | آنا كيزنهوفر                            | لم يكمل السباق                          |

| لوتو بيليسول للسيدات ‏ LDL | لوتو بيليسول للسيدات ‏ LDL | لوتو بيليسول للسيدات ‏ LDL |
| ------------------------- | ------------------------- | ------------------------- |
| م                         | عداء                      | مرتبة                     |
| 201                       | Audrey De Keersmaeker ‏    | 83                        |
| 202                       | Fauve Bastiaenssen ‏       | 102                       |
| 203                       | Dina Boels ‏               | لم يكمل السباق            |
| 204                       | BEL                       | 92                        |
| 205                       | Quinty van de Guchte ‏     | 87                        |
| 206                       | Anna van Wersch ‏          | لم يكمل السباق            |

| رالي سايكلنج ‏ HPH | رالي سايكلنج ‏ HPH   | رالي سايكلنج ‏ HPH |
| ----------------- | ------------------- | ----------------- |
| م                 | عداء                | مرتبة             |
| 211               | Yuliia Biriukova ‏   | 98                |
| 212               | Henrietta Christie ‏ | 23                |
| 213               | روث ويندر           | لم يكمل السباق    |
| 214               | Barbara Malcotti ‏   | لم يبدأ           |
| 215               | Marit Raaijmakers ‏  | لم يكمل السباق    |
| 216               | Silvia Zanardi ‏     | لم يكمل السباق    |

| تيم كوب هايتك بوردكتس ‏ HPU | تيم كوب هايتك بوردكتس ‏ HPU | تيم كوب هايتك بوردكتس ‏ HPU |
| -------------------------- | -------------------------- | -------------------------- |
| م                          | عداء                       | مرتبة                      |
| 221                        | Stine Dale ‏                | 89                         |
| 222                        | NOR                        | 43                         |
| 223                        | NOR                        | 86                         |
| 224                        | Stina Kagevi ‏              | لم يكمل السباق             |
| 225                        | NOR                        | لم يكمل السباق             |
| 226                        | NOR                        | لم يكمل السباق             |

| St. Michel–Preference Home–Auber93 (women's team) ‏ AUB | St. Michel–Preference Home–Auber93 (women's team) ‏ AUB | St. Michel–Preference Home–Auber93 (women's team) ‏ AUB |
| ------------------------------------------------------ | ------------------------------------------------------ | ------------------------------------------------------ |
| م                                                      | عداء                                                   | مرتبة                                                  |
| 231                                                    | Marion Bunel ‏                                          | 39                                                     |
| 232                                                    | FRA                                                    | 94                                                     |
| 233                                                    | Victorie Guilman ‏                                      | لم يكمل السباق                                         |
| 234                                                    | Célia Le Mouel ‏                                        | لم يكمل السباق                                         |
| 235                                                    | Dilyxine Miermont ‏                                     | 48                                                     |
| 236                                                    | Elyne Roussel ‏                                         | لم يكمل السباق                                         |

## التصنيف العام النهائي
| التصنيف العام         | التصنيف العام        | التصنيف العام             | التصنيف العام | التصنيف العام |
| المتسابقة             | المتسابقة            | الفريق                    | الوقت         |               |
| --------------------- | -------------------- | ------------------------- | ------------- | ------------- |
| 1                     | غريس براون           | FDJ–Suez ‏                 | 4 س 29 د 00 ث |               |
| 2                     | إليسا ونغو بورغيني   | Lidl–Trek (women's team) ‏ | + 0 ث         |               |
| 3                     | ديمي فوليرينغ        | إس دي وركس ‏               | + 0 ث         |               |
| 4                     | Elise Chabbey ‏       | كانيون–إس آر إيه إم ‏      | + 0 ث         |               |
| 5                     | كاتارزينا نيفيادوما  | كانيون–إس آر إيه إم ‏      | + 0 ث         |               |
| 6                     | Kim Cadzow ‏          | EF Education–Oatly ‏       | + 0 ث         |               |
| 7                     | ماريان فوس           | جامبو فيسما للسيدات ‏      | + 52 ث        |               |
| 8                     | جولييت لابوس         | فريق سنويب للسيدات ‏       | + 52 ث        |               |
| 9                     | Ricarda Bauernfeind ‏ | كانيون–إس آر إيه إم ‏      | + 52 ث        |               |
| 10                    | Niamh Fisher-Black ‏  | إس دي وركس ‏               | + 52 ث        |               |
|                       |                      |                           |               |               |
| مصدر: ProCyclingStats |                      |                           |               |               |

### تصنيف النقاط
| تصنيف النقاط          | تصنيف النقاط        | تصنيف النقاط              | تصنيف النقاط | تصنيف النقاط |
| المتسابقة             | المتسابقة           | الفريق                    | النقاط       |              |
| --------------------- | ------------------- | ------------------------- | ------------ | ------------ |
| 1                     | لوت كوبيكي          | إس دي وركس ‏               | 2146 نقطة    |              |
| 2                     | إليسا ونغو بورغيني  | Lidl–Trek (women's team) ‏ | 1883 نقطة    |              |
| 3                     | إليسا بالسامو       | Lidl–Trek (women's team) ‏ | 1828 نقطة    |              |
| 4                     | لورينا ويبيس        | إس دي وركس ‏               | 1532 نقطة    |              |
| 5                     | ماريان فوس          | جامبو فيسما للسيدات ‏      | 1440 نقطة    |              |
| 6                     | كاتارزينا نيفيادوما | كانيون–إس آر إيه إم ‏      | 1264 نقطة    |              |
| 7                     | ديمي فوليرينغ       | إس دي وركس ‏               | 1096 نقطة    |              |
| 8                     | Puck Pieterse ‏      | بلانتور بورا سيلينج تيم ‏  | 920 نقطة     |              |
| 9                     | فايفر جورجي         | فريق سنويب للسيدات ‏       | 852 نقطة     |              |
| 10                    | Neve Bradbury ‏      | كانيون–إس آر إيه إم ‏      | 774 نقطة     |              |
|                       |                     |                           |              |              |
| مصدر: ProCyclingStats |                     |                           |              |              |

## تصنيف الفرق

### الفرق حسب النقاط
| ترتيب الفرق حسب النقاط | ترتيب الفرق حسب النقاط           | ترتيب الفرق حسب النقاط | ترتيب الفرق حسب النقاط |
| الفريق                 | الفريق                           | النقاط                 |                        |
| ---------------------- | -------------------------------- | ---------------------- | ---------------------- |
| 1                      | Lidl–Trek (women's team) ‏        | 5426 نقطة              |                        |
| 2                      | إس دي وركس ‏                      | 5107 نقطة              |                        |
| 3                      | كانيون–إس آر إيه إم ريسينغ 2024 ‏ | 3538 نقطة              |                        |
| 4                      | جامبو فيسما للسيدات ‏             | 2662 نقطة              |                        |
| 5                      | فريق سنويب للسيدات ‏              | 2621 نقطة              |                        |
| 6                      | FDJ–Suez ‏                        | 2560 نقطة              |                        |
| 7                      | يو أي أيه تيم 2024 ‏              | 2405 نقطة              |                        |
| 8                      | بلانتور بورا سيلينج تيم ‏         | 2038 نقطة              |                        |
| 9                      | Liv AlUla Jayco ‏                 | 1851 نقطة              |                        |
| 10                     | إن إكس تي جي ريسينغ ‏             | 1570 نقطة              |                        |
|                        |                                  |                        |                        |
| مصدر: ProCyclingStats  |                                  |                        |                        |

## تصانيف فرعية

### تصنيف أفضل شاب
| تصنيف أفضل شابة       | تصنيف أفضل شابة | تصنيف أفضل شابة           | تصنيف أفضل شابة | تصنيف أفضل شابة |
| المتسابقة             | المتسابقة       | الفريق                    | الوقت           |                 |
| --------------------- | --------------- | ------------------------- | --------------- | --------------- |
| 1                     | Puck Pieterse ‏  | بلانتور بورا سيلينج تيم ‏  |                 |                 |
| 2                     | شيرين فان أنروي | Lidl–Trek (women's team) ‏ |                 |                 |
| 3                     | Neve Bradbury ‏  | كانيون–إس آر إيه إم ‏      |                 |                 |
|                       |                 |                           |                 |                 |
| مصدر: ProCyclingStats |                 |                           |                 |                 |

## وصلات خارجية
- لمحة عن سباق لييج-باستون-لييج للسيدات 2024 على موقع  ProCyclingStats   (برو  سايكلنج  ستاتس) - إحصاءات  محترفي  الدراجات.
- لييج-باستون-لييج للسيدات 2024 على موقع إحصائيات الدراجات الإحترافية (الإنجليزية)